# Новая Зеландия и Европейский союз
Новая Зеландия и Европейский союз (ЕС) поддерживают прочные отношения и все чаще сходятся во взглядах по международным вопросам. Отношения между ЕС и Новой Зеландией основаны на Совместной декларации об отношениях и сотрудничестве, впервые согласованной в 2007 году. Она охватывает не только экономические отношения, но и более широкие политические вопросы и сотрудничество.
Правительство Новой Зеландии имеет представительство при ЕС в своём посольстве в Брюсселе. Делегация Европейского союза находится в Веллингтоне.

## История
Первое политическое заявление о сотрудничестве между ЕС и Новой Зеландией датируется 1999 годом, когда была подписана Совместная декларация об отношениях между Европейским союзом и Новой Зеландией.
В 2007 году это положение было заменено Совместной декларацией об отношениях и сотрудничестве, обновлённой политической декларацией, которая регулирует взаимодействие между двумя партнёрами. Декларация устанавливает подробную программу действий для ЕС и Новой Зеландии в таких областях, как глобальная и региональная безопасность, борьба с терроризмом и права человека, развитие и экономическое сотрудничество, торговля, изменение климата, а также наука и технологии.
ЕС и Новая Зеландия также заключили ряд отраслевых соглашений, призванных облегчить доступ к рынкам друг друга и снизить издержки экспортеров. Примечательными примерами являются соглашения о ветеринарных стандартах, горизонтальных воздушных перевозках, а также о взаимном признании стандартов и сертификации. Консультации высокопоставленных должностных лиц по вопросам торговли, сельского хозяйства, рыболовства и науки и техники проводятся каждый год поочередно в Брюсселе и Веллингтоне. Консультации и обмен информацией также имеют место в таких областях, как изменение климата, содействие развитию и гуманитарная помощь.
В октябре 2015 года, во время визита премьер-министра Джона Ки в Европу, высшие чиновники Европейского союза Дональд Туск и Жан-Клод Юнкер объявили о начале процесса по заключению Соглашения о свободной торговле между ЕС и Новой Зеландией.
В январе 2023 года посол ЕС в Новой Зеландии Нина Обермайер заявила в интервью Радио Новой Зеландии, что Новая Зеландия могла бы принять участие в конкурсе песни «Евровидение», если будет проявлен достаточный внутренний интерес. Это предполагает, что Новая Зеландия станет ассоциированным членом Европейского вещательного союза и попросит представить своих собственных участников.

## Торговля
ЕС является третьим по величине торговым партнёром Новой Зеландии после Китая и Австралии. Новая Зеландия занимает 50-е место по торговле с ЕС. В экспорте Новой Зеландии преобладают сельскохозяйственные товары, в то время как в экспорте ЕС преобладают промышленные товары. Объём прямых иностранных инвестиций ЕС в Новую Зеландию составляет 10,9 млрд евро, а объем инвестиций Новой Зеландии в ЕС — 5,6 млрд евро.
| Направление торговли                 | Товары                                                                        | Услуги                                                                        |
| ------------------------------------ | ----------------------------------------------------------------------------- | ----------------------------------------------------------------------------- |
| Отношения между ЕС и Новой Зеландией | €5,3 млрд (2017) 4,7 млрд евро (2016) 4,6 млрд евро (2015)                    | 2,7 миллиарда евро (2016) 2,6 миллиарда евро (2015) 2,3 миллиарда евро (2014) |
| Новая Зеландия и ЕС                  | 3,4 миллиарда евро (2017) 3,4 миллиарда евро (2016) 3,5 миллиарда евро (2015) | 1,7 миллиарда евро (2016) 1,7 миллиарда евро (2015) 1,4 миллиарда евро (2014) |

### Соглашение о свободной торговле между ЕС и Новой Зеландией
29 октября 2015 года Новая Зеландия и Европейский союз заключили Партнёрское соглашение об отношениях и сотрудничестве, чтобы начать работу по разработке соглашения о свободной торговле. В феврале 2016 года Европейский парламент принял резолюцию об инициировании переговоров о свободной торговле как с Новой Зеландией, так и с Австралией. В апреле 2018 года премьер-министр Новой Зеландии Джасинда Ардерн лоббировала соглашение о свободной торговле с Европейским союзом и получила поддержку президента Франции Эммануэля Макрона.
1 июля 2022 года обе стороны завершили переговоры по соглашению о свободной торговле. Согласно условиям соглашения, все тарифы на экспорт из Европейского союза в Новую Зеландию, включая сельскохозяйственные и продовольственные товары, будут отменены. Взамен будут сняты пошлины на 97 % новозеландского экспорта в Европейский союз; более 91 % будут сняты в день вступления в силу соглашения о свободной торговле. Кроме того, были отменены тарифы на большинство новозеландских продуктов садоводства (включая киви, вино, лук, яблоки, мёд, манука), все промышленные товары и большинство морепродуктов. Затем соглашение о свободной торговле будет представлено на утверждение Европейской комиссии, Совету Европейского союза и Европейскому парламенту. В то время как новозеландские производители сыра смогут продолжать использовать названия «гауда», «моцарелла», «халуми», «бри» и «камамбер» для своих продуктов, использование названия «фета» будет ограничено греческими производителями. В результате новозеландским производителям феты пришлось бы в течение девяти лет подыскивать новое название.
9 июля 2023 года премьер-министр Новой Зеландии Крис Хипкинс и председатель Европейской комиссии Урсула фон дер Ляйен официально подписали в Брюсселе соглашение о свободной торговле между Новой Зеландией и Европейским союзом. В то время как фермеры и некоторые политические группы в Европейском парламенте, как ожидается, будут выступать против соглашения о свободной торговле, посол Европейского союза в Новой Зеландии Нина Обермайер подтвердила, что 27 государств-членов ЕС согласились на соглашение о свободной торговле.